# Pacy-sur-Eure (comuna delegada)
Pacy-sur-Eure era una comuna francesa situada en el departamento de Eure, de la región de Normandía, que el uno de enero de 2017 pasó a ser una comuna delegada de la comuna nueva de Pacy-sur-Eure al unirse con la comuna de Saint-Aquilin-de-Pacy.

## Demografía
| Gráfica de evolución demográfica de Pacy-sur-Eure entre 1800 y 2013 |
|                                                                     |

Los datos demográficos contemplados en este gráfico de la comuna de Pacy-sur-Eure se han cogido de 1800 a 1999 de la página francesa EHESS/Cassini, y los demás datos de la página del INSEE.

## Lugares y monumentos

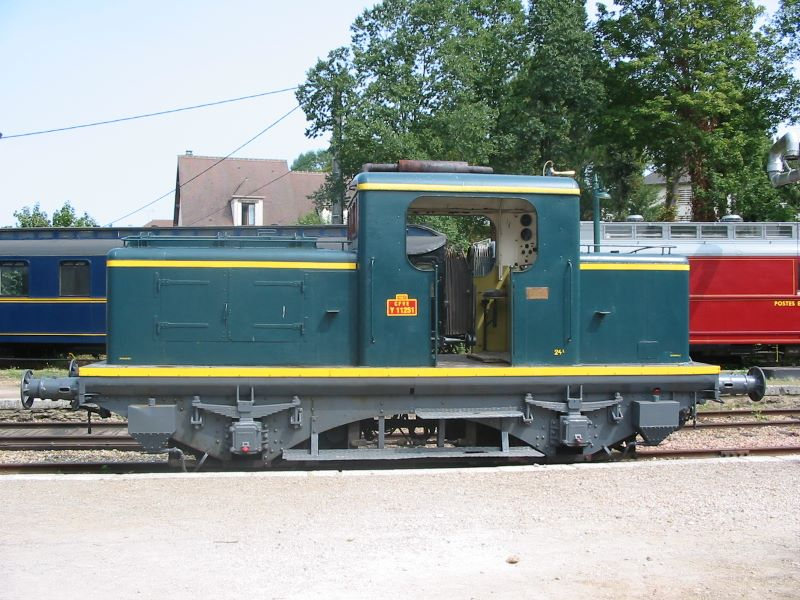
Máquina conservada por el Chemin de Fer de la Vallée de l'Eure

- Iglesia de San Albino (siglo XIII), inscrita en el inventario de monumentos históricos.
- Ile des Moulins (isla de los Molinos). En el siglo XIX, hasta 18 molinos de trigo llegaron a funcionar en la comuna.
- Chemin de Fer de la Vallée de l'Eure (ferrocarril del Valle del Eure).